# Аугуст Крал
Аугуст фон Крал (на немски: August Ritter von Kral) е австро-унгарски дипломат, служил на Балканите и в Близкия изток в края на XIX и началото на XX век. Крал е консул в Битоля по време на Илинденско-Преображенското въстание през лятото на 1903 година и докладите му са ценен източник за българската история. По-късно в 1921 – 1924 година Крал е посланик на Австрия в София.

## Биография
Август Крал е роден в Судетите. Завършва висшето си образование в Академията за източни езици във Виена, след което полага консулски изпити в 1893 година. Постъпва на дипломатическа служба на Австро-Унгария в 1894 година и заема различни длъжности в посолства в Османската империя и Персия.
Консул е в Битоля от 1897 до 1904 година. До 1914 година е консул в Скутари (днешна Северна Албания) и комисар в Международната контролна комиси за Албания. По време на кризата с босненската анексия в 1908 година му е дадена власт да налага австрийските интереси срещу тези на Сърбия и Черна гора в Албания.
След завладяването на Черна гора и на Северна Албания през февруари 1916 година от австро-унгарската армия по време на Първата световна война Крал е назначен за администратор на окупираните северни две трети от Албания, подпомаган от цивилен борд на директорите. Въз основа на негова инициатива албанският поет Герг Фища основава заедно с албанския патриот Луиг Гуракучи Албанската литературна комисия за единен албански правопис.
След Първата световна война Крал е генерален консул на Република Австрия в Хамбург (1919 – 1921), след това посланик в София, България. От април 1924 година до пенсионирането си през април 1932 година той е първият посланик на Австрия в Анкара, Турция. В книгата си „Земята на Кемал Ататюрк: Еволюцията на съвременна Турция“ (Das Land Kamâl Atatürks: der Werdegang der modernen Türkei) Карл формира трайна представа за новата Турция на Ататюрк в немскоезичните страни.